# Liu Limin
Liu Limin (n. 27 martie 1976) este o înotătoare ce a reprezentat Republica Populară Chineză, medaliată olimpică. A participat la 2 ediții ale Jocurilor Olimpice (1996, 2000) în care a câștigat o medalie de argint.